# Inga mexicana
Inga mexicana là một loài thực vật có hoa trong họ Đậu. Loài này được (T.D. Penn.) M. Sousa mô tả khoa học đầu tiên năm 2009.